# Семмі Нельсон
Семмі Нельсон (англ. Sammy Nelson; нар. 1 квітня 1949, Белфаст) — північноірландський футболіст, захисник.
Насамперед відомий виступами за лондонський «Арсенал», а також національну збірну Північної Ірландії.

## Клубна кар'єра
У дорослому футболі дебютував 1969 року виступами за команду клубу «Арсенал» (Лондон), в якій провів дванадцять сезонів, взявши участь у 255 матчах чемпіонату.  Більшість часу, проведеного у складі лондонського «Арсенала», був основним гравцем захисту команди.
Завершив професійну ігрову кар'єру у нижчоліговому клубі «Брайтон енд Гоув», за команду якого виступав протягом 1981—1983 років.

## Виступи за збірну
У 1970 році дебютував в офіційних матчах у складі національної збірної Північної Ірландії. Протягом кар'єри у національній команді, яка тривала 13 років, провів у формі головної команди країни 51 матч, забивши 1 гол.
У складі збірної був учасником чемпіонату світу 1982 року в Іспанії.

## Досягнення
- Володар Кубка Англії: 1978–1979